# Garabet Ibrăileanu
Garabet Ibrăileanu (ur. 23 maja 1871 r. w Târgu Frumos, okręg Jassy, zm. 11 marca 1936 r. w Bukareszcie) – rumuński pisarz ormiańskiego pochodzenia, krytyk literacki, tłumacz i socjolog, profesor Uniwersytetu w Jassach (w latach 1908–1934). Razem z Paulem Bujorem i Constantinem Stere był przez długi czas (1906–1930) głównym redaktorem czasopisma literackiego Viața românească. Swoje prace publikował również pod pseudonimem Cezar Vraja oraz Verax. Pośmiertnie wybrany członkiem Akademii Rumuńskiej.